# 汉中站
汉中站是位于陕西省汉中市汉台区的一个铁路车站，有阳安铁路及西成客运专线经过该站，是中国铁路西安局集团汉中车务段管辖的一等站。车站建于1976年8月，1998年曾重建站房。该站房在汶川地震中结构受损，后又于2009年重建站房，同时改建站场，将车站货场迁往褒河站；2017年又进行了站前广场的改造，2021年北站房和北站房启用。该站现办理客货运业务，车站及其上下行区间均为电气化区段。

## 车站结构

### 站房

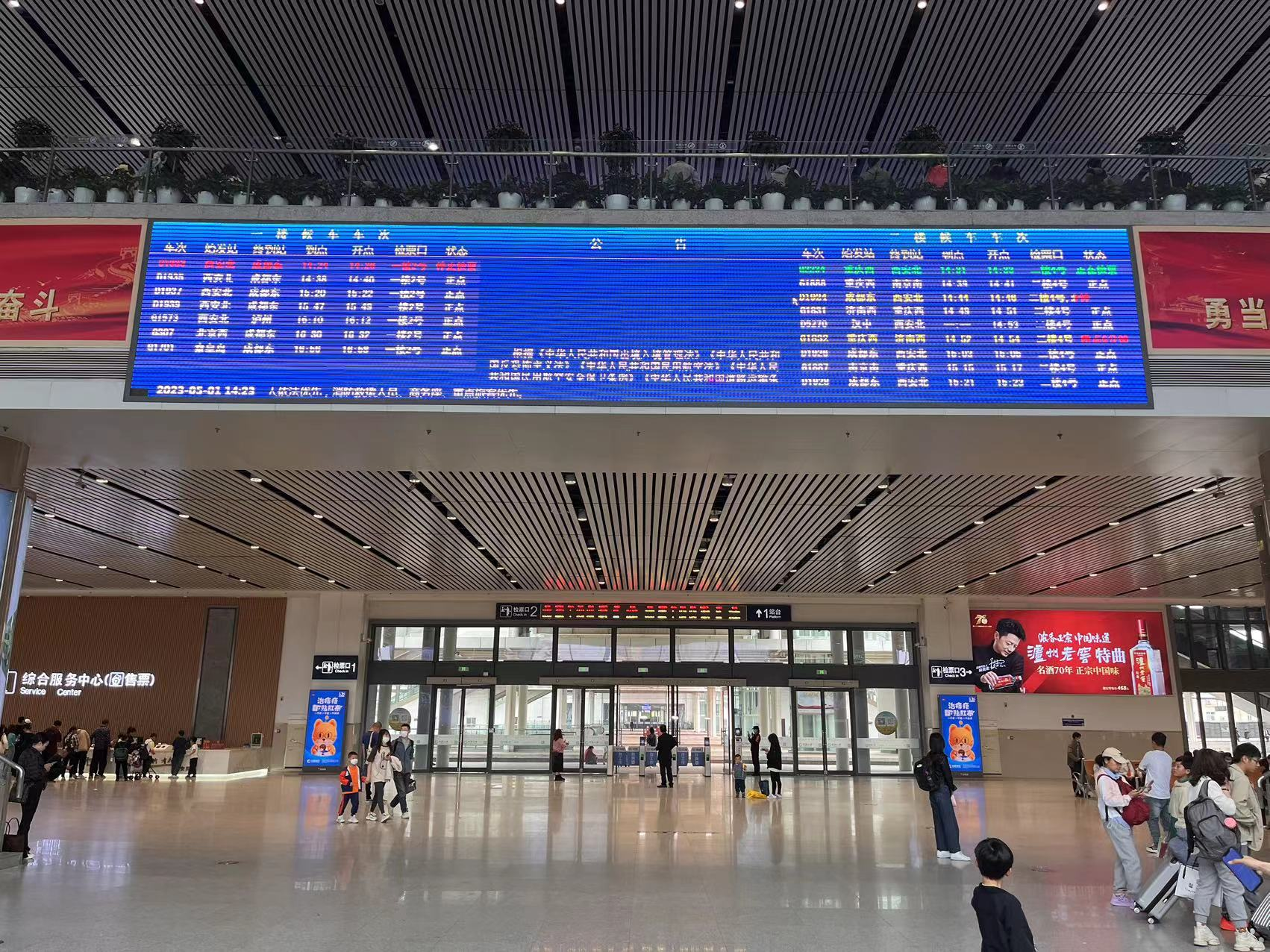
南站房候车室

汉中站共有南北两个站房。南站房于2013年1月投入使用，建筑总面积约1.2万平方米，外立面设计模仿了汉朝的建筑风格。其中售票大厅面积500平方米，设有6个人工售票窗口和若干自动售取票机。车站候车室分为上下两层，总面积为6458.59平方米，可容纳3000名旅客。
汉中站北站房于2021年启用，后受到疫情影响长期关闭，最终于2023年正式启用。北站房长度118.8米，进深31.8米，高度为18米，总建筑面积6120平方米。

### 站场

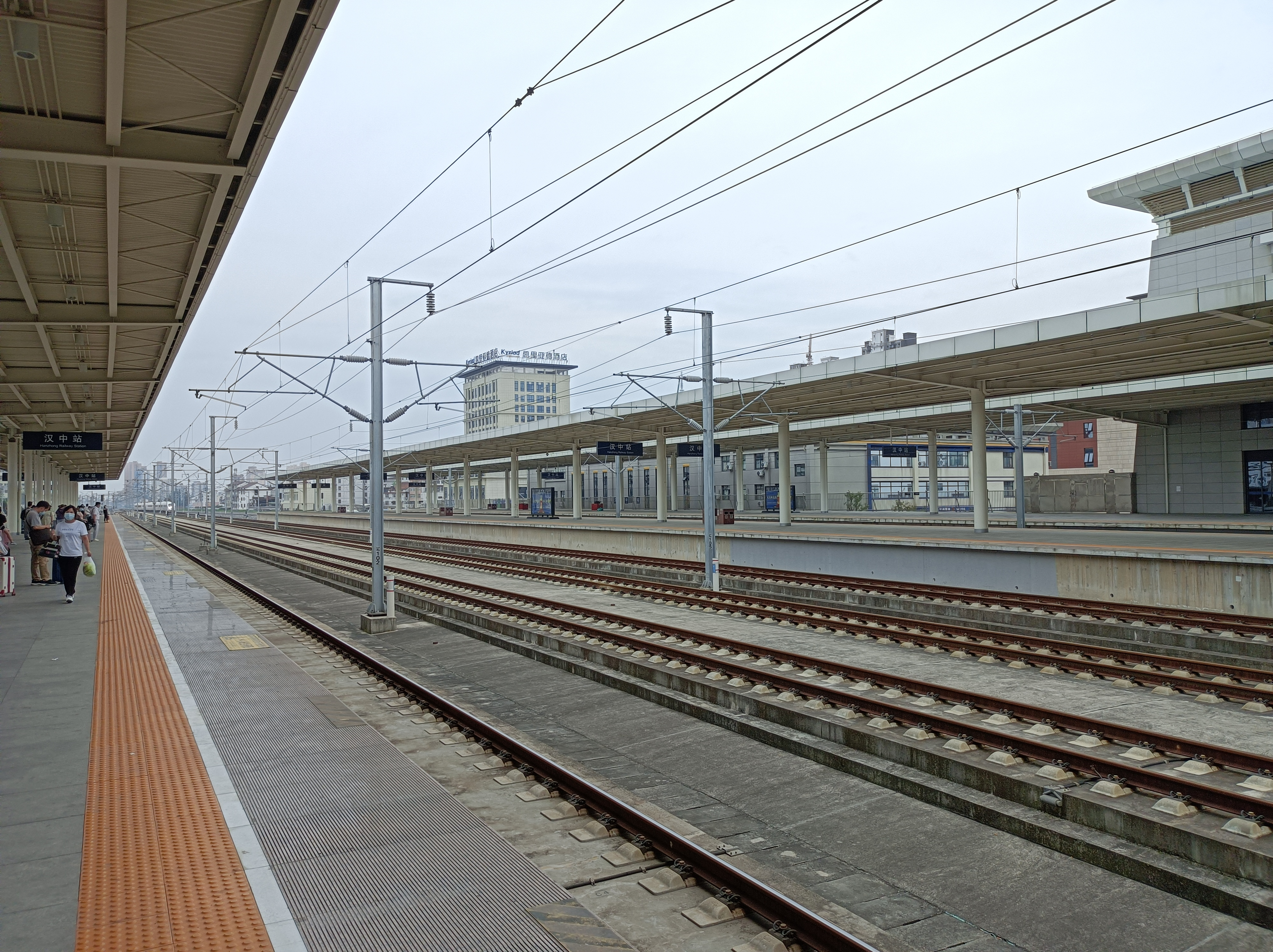
客专场站台

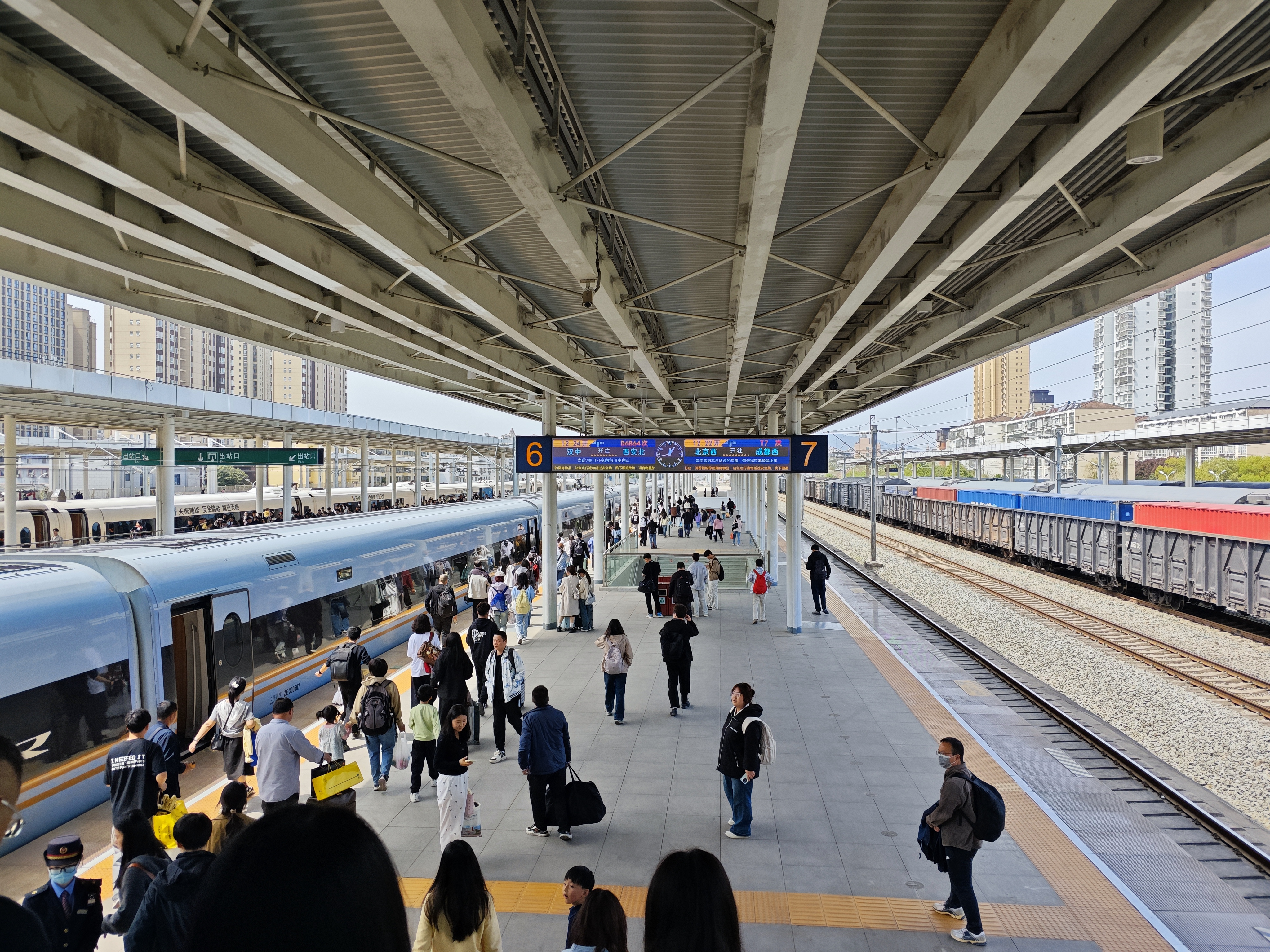
高、普共用的6、7站台

汉中站站场规模6台14线，分为普速场和客专场。各站台和南北站房间通过一条宽18米的进站天桥、宽12米出站地道和宽6米的行包地道连接。其中，客专车场设到发线8条（含正线）、普速车场设到发线6条（含正线）。
| 北↑ | 北站房 |                                                                 |  |
|     |        | 普速场 到发线                                                   |  |
|     | 9      | 普速场 到发线                                                   |  |
|     | 岛式   |                                                                 |  |
|     | 8      | 普速场 到发线                                                   |  |
|     |        | （褒河站）普速场 阳安线 上行正线 往安康站方向（王家坎站）       |  |
|     |        | （褒河站）普速场 阳安线 下行正线 往阳平关站方向（王家坎站）     |  |
|     | 7      | 普速场 到发线                                                   |  |
|     | 岛式   |                                                                 |  |
|     | 6      | 客专场 到发线                                                   |  |
|     | 5      | 客专场 到发线                                                   |  |
|     | 岛式   |                                                                 |  |
|     | 4      | 客专场 到发线                                                   |  |
| Ⅱ道 |        | （新集站）客专场 西成高速线 上行正线 往西安北站方向（城固北站） |  |
| Ⅰ道 |        | （新集站）客专场 西成高速线 下行正线 往成都东站方向（城固北站） |  |
|     | 3      | 客专场 到发线                                                   |  |
|     | 岛式   |                                                                 |  |
|     | 2      | 客专场 到发线                                                   |  |
|     | 1      | 客专场 到发线                                                   |  |
|     | 侧式   |                                                                 |  |
| 南↓ | 南站房 |                                                                 |  |